# Championnat d'Amérique du Nord, centrale et Caraïbe de football des moins de 17 ans 1996
Navigation
El Salvador 1994 El Salvador/Jamaïque 1999
Le Championnat d'Amérique du Nord, centrale et Caraïbe de football des moins de 17 ans 1996 est la septième édition du Championnat d'Amérique du Nord, centrale et Caraïbe de football des moins de 17 ans, qui se déroule à Trinité-et-Tobago, du 18 au 31 août 1996.

## Premier tour

### Groupe A
| Rang | Équipe                 | Pts | J | G | N | P | Bp | Bc | Diff |  | Résultats              |  |     |     |        |
| ---- | ---------------------- | --- | - | - | - | - | -- | -- | ---- |  | ---------------------- |  | --- | --- | ------ |
| 1    | Costa Rica             | 9   | 3 | 3 | 0 | 0 | 13 | 4  | +9   |  | Costa Rica             |  | 3-2 | 2-1 | 8-1    |
| 2    | États-Unis             | 6   | 3 | 2 | 0 | 1 | 10 | 3  | +7   |  | États-Unis             |  |     | 3-0 | 5-0    |
| 3    | République dominicaine | 0   | 2 | 0 | 0 | 2 | 1  | 5  | -4   |  | République dominicaine |  |     |     | annulé |
| 4    | Bermudes               | 0   | 2 | 0 | 0 | 2 | 1  | 13 | -12  |  | Bermudes               |  |     |     |        |

### Groupe B
| Rang | Équipe     | Pts | J | G | N | P | Bp | Bc | Diff |  | Résultats  |  |     |     |        |
| ---- | ---------- | --- | - | - | - | - | -- | -- | ---- |  | ---------- |  | --- | --- | ------ |
| 1    | Mexique    | 9   | 3 | 3 | 0 | 0 | 15 | 1  | +14  |  | Mexique    |  | 5-1 | 3-0 | 7-0    |
| 2    | Guatemala  | 6   | 3 | 2 | 0 | 1 | 5  | 5  | 0    |  | Guatemala  |  |     | 1-0 | 3-0    |
| 3    | Honduras   | 0   | 2 | 0 | 0 | 2 | 0  | 4  | -4   |  | Honduras   |  |     |     | annulé |
| 4    | Martinique | 0   | 2 | 0 | 0 | 2 | 0  | 10 | -10  |  | Martinique |  |     |     |        |

### Groupe C
| Rang | Équipe                 | Pts | J | G | N | P | Bp | Bc | Diff |  | Résultats              |  |     |     |     |
| ---- | ---------------------- | --- | - | - | - | - | -- | -- | ---- |  | ---------------------- |  | --- | --- | --- |
| 1    | Canada                 | 7   | 3 | 2 | 1 | 0 | 6  | 2  | +4   |  | Canada                 |  | 1-1 | 2-0 | 3-1 |
| 2    | Trinité-et-Tobago      | 5   | 3 | 1 | 2 | 0 | 7  | 2  | +5   |  | Trinité-et-Tobago      |  |     | 1-1 | 5-0 |
| 3    | Salvador               | 4   | 3 | 1 | 1 | 1 | 6  | 4  | +2   |  | Salvador               |  |     |     | 5-1 |
| 4    | Antilles néerlandaises | 0   | 3 | 0 | 0 | 3 | 2  | 13 | -11  |  | Antilles néerlandaises |  |     |     |     |

## Tour final
| Classement final |            |     |   |   |   |   |    |    |      |
|                  | Équipe     | Pts | J | G | N | P | BP | BC | Diff |
| 1                | Mexique    | 9   | 3 | 3 | 0 | 0 | 8  | 1  | +7   |
| 2                | États-Unis | 4   | 3 | 1 | 1 | 1 | 4  | 4  | 0    |
| 3                | Costa Rica | 4   | 3 | 1 | 1 | 1 | 4  | 6  | -2   |
| 4                | Canada     | 0   | 3 | 0 | 0 | 3 | 1  | 6  | -5   |

| 25 août | Canada     | 1 | 3 | Costa Rica |
| 25 août | Mexique    | 3 | 1 | États-Unis |
| 27 août | Costa Rica | 0 | 4 | Mexique    |
| 27 août | États-Unis | 2 | 0 | Canada     |
| 30 août | Canada     | 0 | 1 | Mexique    |
| 30 août | États-Unis | 1 | 1 | Costa Rica |